# كولنز جون
كولنز جون (بالهولندية: Collins John)‏، من مواليد 17 أكتوبر 1985 في زويدرو في ليبيريا، لاعب كرة قدم هولندي.
بدأ مسيرته الكروية مع نادي توينتي في عام 2002، ولعب معهم حتى عام 2004، وشارك معهم في 33 مباراة وسجل 11 هدف، ومنذ عام 2004 وهو يلعب مع نادي فولهام الإنجليزي.
و هو يلعب مع منتخب هولندا لكرة القدم منذ عام 2004.

## روابط خارجية
- كولنز جون على موقع الدوري الأمريكي (الإنجليزية)
- كولنز جون على موقع قاعدة بيانات كرة القدم.إي يو (الإنجليزية)
- كولنز جون على موقع ناشيونال فوتبول تيمز (الإنجليزية)
- كولنز جون على موقع Soccerbase.com (لاعب) (الإنجليزية)
- كولنز جون على موقع Soccerway.com (الإنجليزية)
- كولنز جون على موقع عالم كرة القدم.نت (الإنجليزية)
- كولنز جون على موقع كووورة